# قائمة رؤساء حكومات جزر القمر
فيما يلي قائمة برؤساء حكومات جزر القمر. ظهر منصب رئيس الحكومة في جزر القمر لأولى مرة في 1 يناير 1962 بمنصب رئيس المجلس الحكومي لإقليم جزر القمر (وفقًا للقانون رقم 1412 الذي اعتمده مجلس الشيوخ الفرنسي في 22 ديسمبر 1961) لأراضي ما وراء البحار الفرنسية. في 15 أبريل 2002، ألغي منصب رئيس الوزراء في الحكومة الاتحادية، وانتقلت صلاحياته إلى رئيس الاتحاد.

## القائمة
| الترتيب                                                                           | الصورة                        | الاسم (الميلاد-الوفاة)               | فترة الحكم                    | فترة الحكم                    | فترة الحكم                    | الحزب                                 |
| الترتيب                                                                           | الصورة                        | الاسم (الميلاد-الوفاة)               | استلم المنصب                  | ترك المنصب                    | المدة                         | الحزب                                 |
| أراضي ما وراء البحار الفرنسية                                                     | أراضي ما وراء البحار الفرنسية | أراضي ما وراء البحار الفرنسية        | أراضي ما وراء البحار الفرنسية | أراضي ما وراء البحار الفرنسية | أراضي ما وراء البحار الفرنسية | أراضي ما وراء البحار الفرنسية         |
| --------------------------------------------------------------------------------- | ----------------------------- | ------------------------------------ | ----------------------------- | ----------------------------- | ----------------------------- | ------------------------------------- |
| 1                                                                                 |                               | محمد أحمد (1984-1917)                | 13 أغسطس 1957                 | 1 يناير 1962                  | 4 سنوات و141 أيام             | التجمع الديمقراطي لشعب جزر القمر      |
| 2                                                                                 |                               | سعيد محمد شيخ (1970-1904)            | 1 يناير 1962                  | 16 مارس 1970                  | 8 سنوات و74 أيام              | التجمع الديمقراطي لشعب جزر القمر      |
| شاغر (16 مارس 1970-2 أبريل 1970)                                                  |                               |                                      |                               |                               |                               |                                       |
| 3                                                                                 |                               | إبراهيم بن علي المسيلي (1975-1911)   | 2 أبريل 1970                  | 16 يونيو 1972                 | 2 سنوات و75 أيام              | التجمع الديمقراطي لشعب جزر القمر      |
| 4                                                                                 |                               | محمد بن جعفر المسيلي (1918–1993)     | 16 يونيو 1972                 | 26 ديسمبر 1972                | 193 أيام                      | التجمع الديمقراطي لشعب جزر القمر      |
| 5                                                                                 |                               | أحمد عبد الله عبد الرحمن (1989-1919) | 26 ديسمبر 1972                | 6 يوليو 1975                  | 2 سنوات و192 أيام             | الاتحاد الديمقراطي القمري             |
| / • جزر القمر (État Comorien)                                                     |                               |                                      |                               |                               |                               |                                       |
| 6                                                                                 |                               | عبد الله محمد (?–2000)               | 7 يناير 1976                  | 24 مايو 1978                  | 2 سنوات و137 أيام             | الاتحاد الديمقراطي القمري             |
| / • جمهورية القمر الاتحادية الإسلامية (République fédérale islamique des Comores) |                               |                                      |                               |                               |                               |                                       |
| (6)                                                                               |                               | عبد الله محمد (?–2000)               | 24 مايو 1978                  | 22 ديسمبر 1978                | 212 أيام                      | الاتحاد الديمقراطي القمري             |
| 7                                                                                 |                               | سليم بن علي (2002-1918)              | 22 ديسمبر 1978                | 8 فبراير 1982                 | 3 سنوات و48 أيام              | اتحاد جزر القمر من أجل التقدم         |
| 8                                                                                 |                               | علي مروجيه (2019-1939)               | 8 فبراير 1982                 | 31 ديسمبر 1984                | 2 سنوات و327 أيام             | اتحاد جزر القمر من أجل التقدم         |
| ألغي المنصب (31 ديسمبر 1984–7 يناير 1992)                                         |                               |                                      |                               |                               |                               |                                       |
| 9                                                                                 |                               | محمد تقي عبد الكريم (1998-1936)      | 7 يناير 1992                  | 15 يوليو 1992                 | 190 أيام                      | التجمع للديمقراطية والتجديد           |
| شاغر (15 يوليو 1992–1 يناير 1993)                                                 |                               |                                      |                               |                               |                               |                                       |
| 10                                                                                |                               | إبراهيم هاليدي (2020-1954)           | 1 يناير 1993                  | 26 مايو 1993                  | 2 سنوات و145 أيام             | اتحاد الديمقراطيين من أجل الديمقراطية |
| 11                                                                                |                               | سعيد علي محمد (مواليد 1946)          | 26 مايو 1993                  | 19 يونيو 1993                 | 24 أيام                       | التجمع للديمقراطية والتجديد           |
| 12                                                                                |                               | أحمد بن شيخ العثمان (مواليد 1938)    | 20 يونيو 1993                 | 2 يناير 1994                  | 196 أيام                      | التجمع للديمقراطية والتجديد           |
| 13                                                                                |                               | محمد عبده ماضي (مواليد 1956)         | 2 يناير 1994                  | 14 أكتوبر 1994                | 285 أيام                      | التجمع للديمقراطية والتجديد           |
| 14                                                                                |                               | خليفة الحمادي (مواليد 1948)          | 14 أكتوبر 1994                | 29 أبريل 1995                 | 197 أيام                      | التجمع للديمقراطية والتجديد           |
| 15                                                                                |                               | كعبي اليشروت محمد (مواليد 1949)      | 29 أبريل 1995                 | 27 مارس 1996                  | 333 أيام                      | التجمع للديمقراطية والتجديد           |
| 16                                                                                |                               | تاج الدين مسعود (2004-1933)          | 27 مارس 1996                  | 27 ديسمبر 1996                | 275 أيام                      | مستقل                                 |
| 17                                                                                |                               | أحمد عبده (مواليد 1936)              | 27 ديسمبر 1996                | 9 سبتمبر 1997                 | 256 أيام                      | التجمع الوطني للتنمية                 |
| 18                                                                                |                               | نور الدين بورهان (ولد 1958)          | 7 ديسمبر 1997                 | 30 مايو 1998                  | 174 أيام                      | مستقل                                 |
| شاغر (30 مايو 1998-22 نوفمبر 1998)                                                |                               |                                      |                               |                               |                               |                                       |
| 19                                                                                |                               | عباس جوسوف (2010-1942)               | 22 نوفمبر 1998                | 30 أبريل 1999                 | 159 أيام                      | منتدى الإنعاش الوطني                  |
| شاغر (30 أبريل 1999-يسمبر 1999)                                                   |                               |                                      |                               |                               |                               |                                       |
| 20                                                                                |                               | بيانريفي ترميدي (ولد 1958)           | 2 ديسمبر 1999                 | 29 نوفمبر 2000                | 363 أيام                      | مستقل                                 |
| 21                                                                                |                               | حمادة ماضي (ولد 1965)                | 29 نوفمبر 2000                | 23 ديسمبر 2001                | 1 سنة و24 أيام                | الحزب الجمهوري                        |
| • الاتحاد القمري (Union des Comores) / (dzima wa Komori)                          |                               |                                      |                               |                               |                               |                                       |
| (21)                                                                              |                               | حمادة ماضي (ولد 1965)                | 23 ديسمبر 2001                | 15 أبريل 2002                 | 113 أيام                      | الحزب الجمهوري                        |